# Амвросий (Ленис)
Митрополит Амвросий (греч. Μητροπολίτης Αμβρόσιος, в миру Афанасиос Ленис, греч. Αθανάσιος Λενής; род. 22 июля 1938, Афины) — епископ Элладской православной церкви, митрополит Калавритский и Эгиалийский (1978—2019).

## Биография
25 апреля 1961 года был пострижен в монашество с именем Амвросий.
31 мая 1961 года рукоположён во диакона, в 1963 году окончил Богословскую школу Афинского университета. 17 июля 1963 года рукоположён во священника и до 1974 года окормлял греческую полицию.
C 1974 по 1978 год — главный секретарь (Αρχιγραμματέας) Священного Синода Элладской православной церкви.
17 августа 1976 года хиротонисан в титулярного епископа Талантиуского.
12 октября 1978 года избран митрополитом Калавритским и Эгиалийским, а 19 октября состоялась его интронизация.
С 1998 года председатель Отдела по внешним церковным связам Элладской православной церкви, а с 2000 года — член комиссии по делам Европейского Союза.
В 2013 году резко критиковал политику греческих властей, приведших страну к кризису:

Сегодня же мы достигли дна пропасти, и нынешний лозунг наших кредиторов звучит так: «Греция, мы забрали у тебя все!». <…> Греция похожа на корову, которую хозяин доит постоянно, но при этом не кормит и не поит её! И что будет дальше? Эта корова очень скоро просто сдохнет! Вот что будет с Грецией и с каждым из нас!

Единственным нашим спасением является возвращение в покаянии на путь Божий. Мы обожествили деньги, и дошли до банкротства! Вернемся же на путь Божий и исправим свою жизнь.
Также в ноябре 2013 года подверг критике действия Константинопольского патриарха Варфоломея I во время его визита в Грецию.
В январе 2015 года стал инициатором создания комиссии из трёх архиереев Элладской православной церкви с целью выяснения условий содержания бывшего Иерусалимского патриарха Иринея.
В январе 2018 года, на фоне активизировавшихся переговоров по разрешению спора об именовании между Грецией и Македонией, призвал греков выступить против использования термина «Македония» в названии последней.